# Две недели в другом городе
«Две недели в другом городе» — роман американского писателя Ирвина Шоу. Написан в 1960 году.

## Сюжет
Джек Эндрюс (сценический псевдоним Джеймс Роял) отправляется на две недели из Франции, где он живёт с третьей женой, в Рим, чтобы помочь своему старому другу режиссёру Морису Дилани снять его новый фильм. В последние 10 лет Дилани снимал неудачные фильмы, и съемки этого фильма являются для него по сути последним шансом. Когда-то Джек был знаменитым актёром Голливуда, но во время Второй мировой войны, он был ранен - повредил себе челюсть, и не смог больше сниматься. С тех пор он работает во Франции по линии НАТО, пишет речи генералам, встречает чиновников и т. д.
В Рим он едет не только, чтобы помочь другу, но и вспомнить молодые годы. У Джека уже есть сын от первой жены, который ненавидит своего отца, и двое детей от третьей жены-француженки. По приезде Джек знакомится с 27-летней Вероникой, и через полтора часа они уже оказываются в постели. Но на следующий день в номер Джека заявился молодой человек по имени Брисак, как оказалось, парень Вероники, и едва не зарезал Джека ножом.
Брисак — американец, в Италии он занимался в основном переводами, хорошо зная итальянский и французский. По иронии судьбы, именно Брисак вскоре становится очень близок Джеку, он пишет превосходный сценарий, а когда у Дилани случается сердечный приступ, он становится на его место, оказывая неоценимую помощь в постановке фильма. Но затем один за другим следуют удары судьбы — погибает близкий друг Джека, Вероника неожиданно уезжает в Цюрих и выходит там замуж, Дилани, ослеплённый тщеславием, изгоняет из студии талантливого Брисака. Джек возвращается домой.

## Публикации текста
- Шоу И. Две недели в другом городе : роман / перевод с английского А. Герасимова. — Москва : Книжная палата, 1992. — 336 с. — (Популярная библиотека). — ISBN 5-7000-0356-2.